# Colossendeis fijigrypos
Colossendeis fijigrypos is een zeespin uit de familie Colossendeidae. De soort behoort tot het geslacht Colossendeis. Colossendeis fijigrypos werd in 2004 voor het eerst wetenschappelijk beschreven door Bamber. 